# Шамони, Ульрих
У́льрих Шамони́ (нем. Ulrich Schamoni; 9 ноября 1939, Берлин, Германия — 9 марта 1998, там же) — немецкий кинорежиссёр, продюсер, сценарист и актёр. Брат Петера Шамони и Томаса Шамони.

## Биография
В 1959—1964 годах ассистент режиссёра Уильяма Дитерле и других. Автор литературных произведений. В 1966 году дебютировал в игровом кино кино («Оно»). Автор популярной телепрограммы «Кем были бы мы без нас?». Представитель Нового немецкого кино.
Был женат на художнице Эрике Гримме-Шамони (нем. Erika Grimme-Schamoni).

## Избранная фильмография

### Режиссёр
- 1966 — Оно / Es
- 1967 —  / Hollywood in Deblatschka Pescara (к/м)
- 1967 — В следующем году, в это же время / Alle Jahre wieder
- 1968 — Квартет в постели / Quartett im Bett
- 1970 — Нас двое / Wir - zwei
- 1971 — Раз / Eins
- 1974 — Шапокляк / Chapeau claque
- 1980 — Дом-мечта / Das Traumhaus

### Сценарист
- 1965 — Чарли Май / Charly May (к/м)
- 1966 — Пути-перепутья / Irrungen, Wirrungen (ТВ)
- 1966 — Оно / Es
- 1967 —  / Hollywood in Deblatschka Pescara (к/м)
- 1967 — В следующем году, в это же время / Alle Jahre wieder
- 1968 — Квартет в постели / Quartett im Bett
- 1970 — Нас двое / Wir - zwei
- 1971 — Раз / Eins
- 1974 — Шапокляк / Chapeau claque

### Продюсер
- 1974 — Шапокляк / Chapeau claque
- 1980 — Дом – мечта / Das Traumhaus

### Актёр
- 1966 — Оно / Es — Freund
- 1966 —  / Der Brief — Sargträger
- 1970 — Нас двое / Wir - zwei — Вилли Майер
- 1971 — Раз / Eins — молодой предприниматель
- 1973 —  / Im Reservat — Peiniger von Alfred (ТВ)
- 1974 — Шапокляк / Chapeau claque — Ханно Гиссен
- 1983 —  / Der Platzanweiser

## Награды

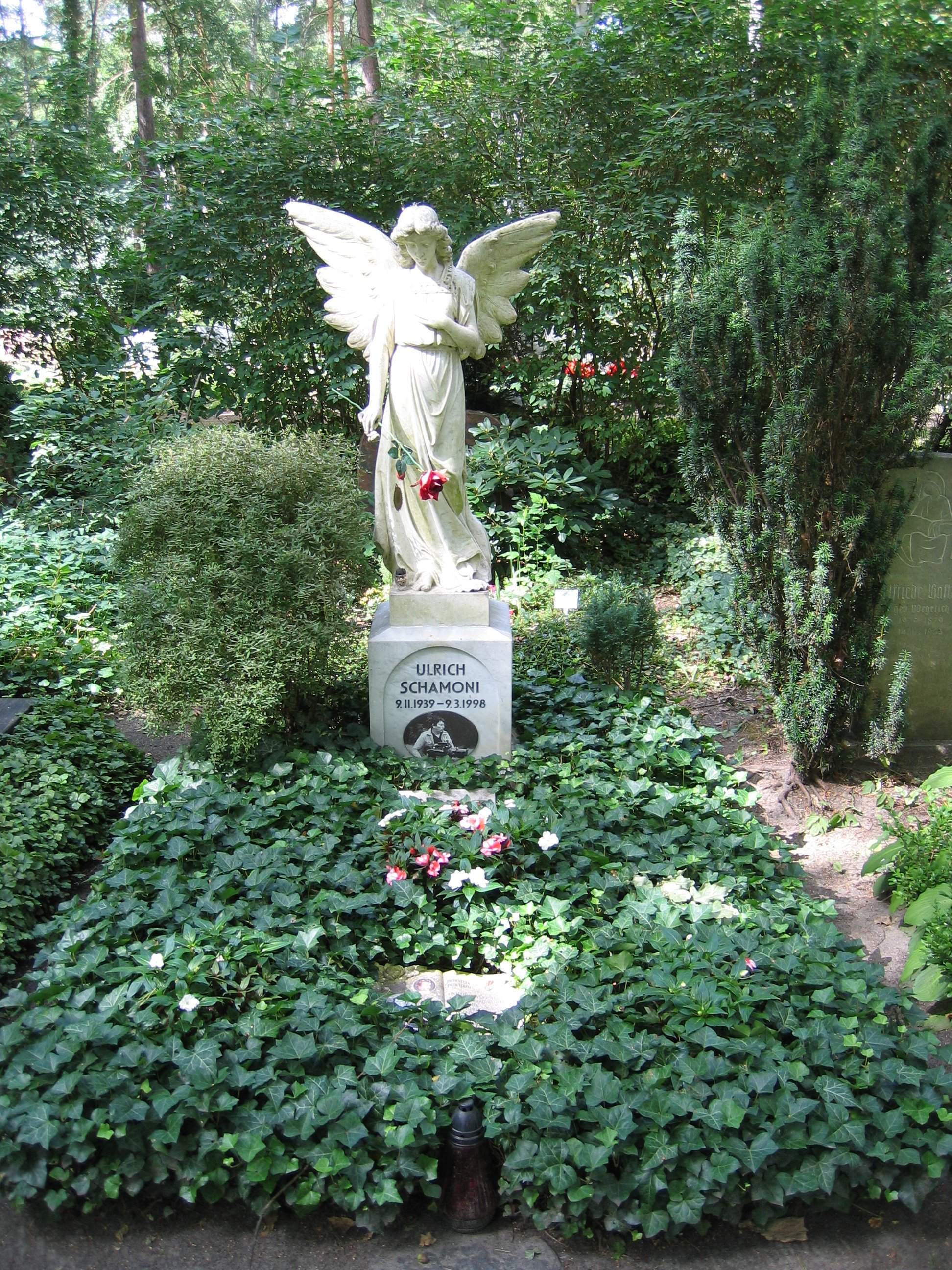
Могила Ульриха Шамони на кладбище в Берлине

- 1966 — номинация на приз «Золотая пальмовая ветвь» 19-го Каннского кинофестиваля («Это»)
- 1967 — номинация на приз «Золотой медведь» 17-го Берлинского международного кинофестиваля («В следующем году, в это же время»)
- 1967 — приз «Серебряный медведь» (специальный приз жюри) 17-го Берлинского международного кинофестиваля («В следующем году, в это же время»)
- 1967 — приз ФИПРЕССИ (международная ассоциация кинокритиков) 17-го Берлинского международного кинофестиваля («В следующем году, в это же время»)